# Luís Fernando de Souza
Luís Fernando de Souza (Belo Horizonte, 5 gennaio 1978) è un ex cestista brasiliano, professionista nella NBDL.